# Sterrenschot
Sterrenschot, ook wel heksensnot genoemd, is een witachtige halfdoorzichtige substantie die in de natuur soms aan een waterkant aan te treffen is.
De gelatine-achtige brij, in hoeveelheid vaak ongeveer ter grootte van een kippenei, bestaat uit resten van een wijfjeskikker of pad die door een predator is opgevreten. In de maag van het roofdier zwelt het niet verteerbare hydrofiele ei-omhulsel op, waarna de substantie wordt uitgebraakt. Ook als de brij niet wordt opgegeten, maar achterblijft, zal het opzwellen zodra het in aanraking komt met vocht uit de omgeving. De witte substantie wordt pas op het laatste moment uit speciale klieren aan de eitjes toegevoegd, daarom is het in het vroege voorjaar nog zonder de zwarte eitjes te vinden.
In vroeger tijden, toen veel mensen de natuurlijke verklaring nog niet kenden, dacht men wel dat deze klonten afkomstig waren van vallende sterren. Vandaar de naam sterrenschot. Ook het begrip sterrensnuitsels 
werd wel gebruikt. Een andere naam is heksensnot omdat men fantaseerde dat een overvliegende heks het goedje had achtergelaten.
Dieren die op kikkerachtigen jagen en daarbij soms sterrenschot achterlaten zijn: reigers en ooievaars, marterachtigen zoals de bunzing en verder ook vos, buizerd, zwarte kraai, meeuwen en anderen.

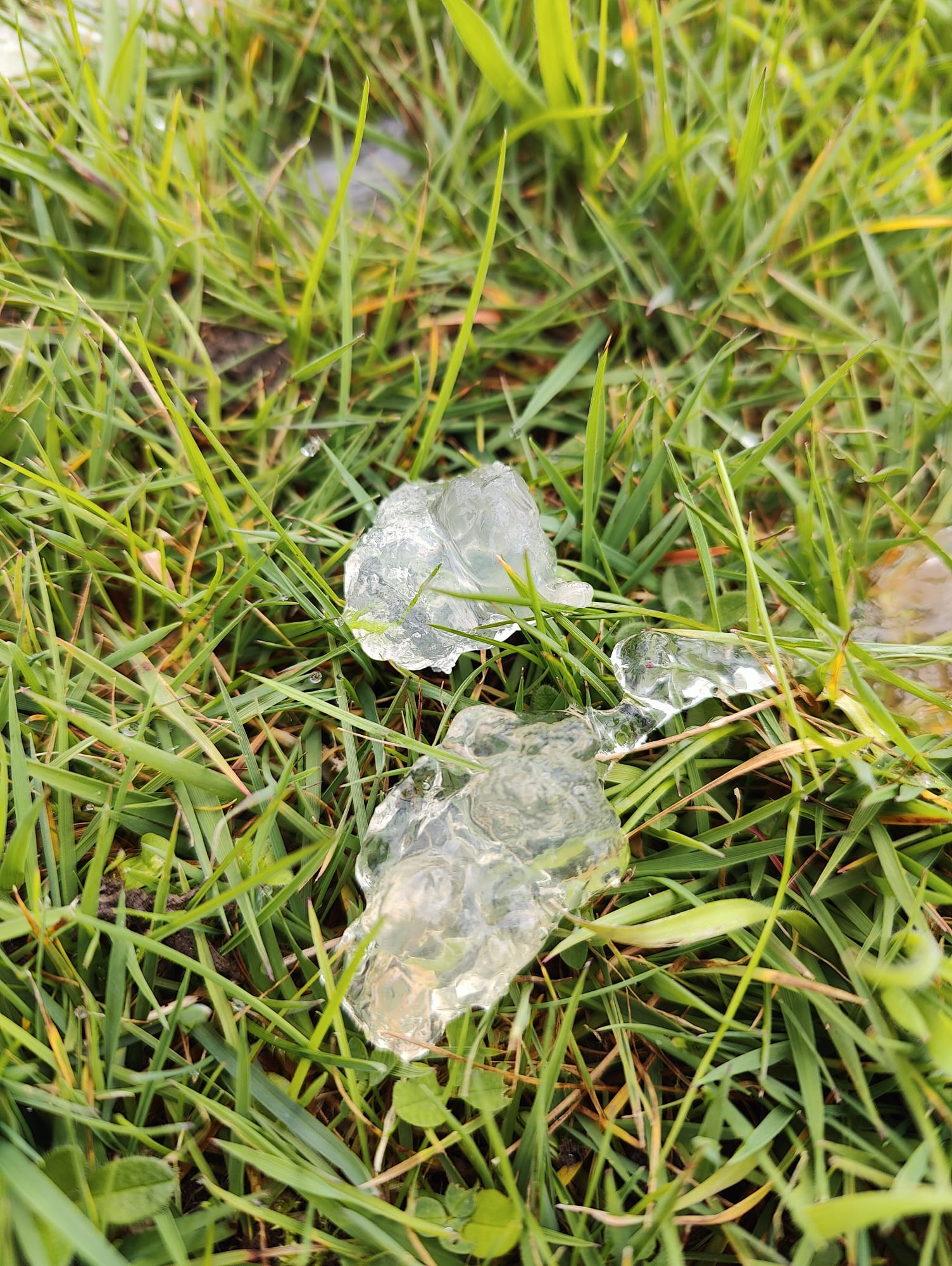
Sterrenschot